# Ларино
Ларино, Ларіно (італ. Larino) — муніципалітет в Італії, у регіоні Молізе,  провінція Кампобассо.
Ларино розташоване на відстані близько 210 км на схід від Рима, 34 км на північний схід від Кампобассо.
Населення — 6861 особа (2014).

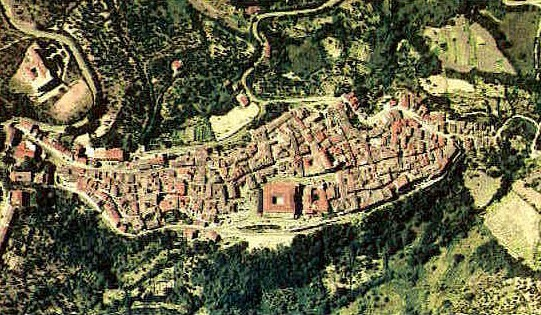

Щорічний фестиваль відбувається 25—27 травня. Покровитель — San Pardo.

## Демографія
Населення за роками:

Станом на 1 січня 2023 року в муніципалітеті офіційно проживало 268 іноземців з 38 країн, серед них 50 громадян країн Євросоюзу та 28 громадян України.

## Сусідні муніципалітети
- Казакаленда
- Гуардьяльфьєра
- Гульйонезі
- Монторіо-ней-Френтані
- Палата
- Сан-Мартіно-ін-Пенсіліс
- Урурі
- Монтечильфоне